# Transsudat
| Transsudat vs. exsudat                                | Transsudat vs. exsudat                                      | Transsudat vs. exsudat |
| ----------------------------------------------------- | ----------------------------------------------------------- | ---------------------- |
|                                                       | Transsudat                                                  | Exsudat                |
| Causes principals                                     | Increment pressió hidrostàtica, Disminució pressió oncòtica | Inflamació             |
| Aparença                                              | Clara                                                       | Tèrbola                |
| Pes específic                                         | < 1,012                                                     | > 1,020                |
| Contingut proteic                                     | < 25 g/L                                                    | > 35 g/L               |
| proteïna del fluid proteïna del sèrum                 | < 0.5                                                       | > 0.5                  |
| Diferència entre l'albúmina del fluid i la de la sang | > 1.2 g/dL                                                  | < 1.2 g/dL             |
| LDH en el fluid límit superior en el sèrum            | < 0.6 o < 2⁄3                                               | > 0.6 o > 2⁄3          |
| Colesterol                                            | < 45 mg/dL                                                  | > 45 mg/dL             |
| Vegeu també: Prova de Rivalta                         |                                                             |                        |

El transsudat és el líquid extravascular, amb baix contingut en proteïnes i un baix pes específic (<1,012). Compta amb recomptes baixos de cèl·lules nucleades (menys de 500 a 1000/μL) i els tipus de cèl·lules primàries són les cèl·lules mononuclears: macròfags, limfòcits i cèl·lules mesotelials. Per exemple, un ultrafiltrat de plasma sanguini és transsudat. És el resultat de l'augment de la pressió hidroestàtica del fluid o a una disminució la pressió oncòtica en el plasma.